# 昭化考棚
昭化考棚位於四川省廣元市元壩區，文物遺址年代判定為清代。2007年6月1日公佈為四川省第七批文物保護單位。